# Бертоки
Бертоки (на словенски: Bertoki) е село в Словения, Обално-крашки регион, община Копер. Според Национална статистическа служба на Република Словения|Националната статистическа служба на Република Словения през 2002 г. селото има 892 жители.